# Web adaptativa
Existen diversos tipos de portales web, a los que pueden acceder diferentes tipos de usuarios, o perfiles, y a los que solo les interesa ver cierto tipo de información, diferentes entre cada perfil. La web adaptativa es una herramienta en la que el portal de información se "adapta" a cada perfil de usuario, enseñándole solo lo que a este usuario le conviene saber, esto incluye enlaces a otras páginas, herramientas, servicios, etc.
Esta técnica genera webs de tipo Web 2.0 y clase RIA. En el lado del servidor contiene datos e instrucciones para no solo exponer y formatear la información según lo que solicite el cliente sino que además es capaz de reconocer el tipo de cliente y ofrecerle la información en el formato más adecuado y provechoso. En la mayoría de los casos estas webs distinguen al cliente por idioma usado y disponible, su naturaleza y objetivos. En el caso concreto de la familia de webs adaptativas SFM+Webflash+M3, desarrollado por Livio, se distinguen entre clientes hardware, como los spiders de los buscadores, y clientes humanos ofreciendo a los primeros una versión en modo texto que les sea especialmente fácil de analizar adaptado además a posibles revisores humanos, y a los segundos una interfaz flash de alta calidad en el idioma más cercano al usado por el cliente del que se disponga traducción o, si es solicitado, empaquetado en RSS/ATOM. 
- Datos: Q6166648